# ماسائو اوچینو
ماسائو اوچینو (به انگلیسی: Masao Uchino) بازیکن فوتبال اهل ژاپن و عضو تیم ملی فوتبال ژاپن است که در تاریخ ۰۲ ژانویه ۱۹۵۵ میلادی اولین بازی ملی‌اش را انجام داد. او در ۱۸ بازی ملی حضور داشت و آخرین بازی ملی خود را در تاریخ ۱۲ سپتامبر ۱۹۶۲ میلادی انجام داد. ماسائو اوچینو در بازی‌های ملی‌اش
۳ گل به ثمر رساند.